# 不知不覺誘惑你
《不知不覺誘惑你》是意大利導演丁度·巴拉斯執導的情色喜劇電影，於1998年上映。

## 簡述
蘿拉（Lola，安娜·阿密拉地飾）是寡婦莎拉（Zaira，莎蓮娜·格蘭迪飾）的女兒，是個生活在1950年代波河河谷的倫巴第平原一個小鎮的十來歲少女（電影於蓬波内斯科及多索洛兩個河谷內的市镇取景）。
當年的她，已經與年輕的馬錫圖（Masetto，馬里奧·帕羅迪飾）訂婚，而且很快就要結婚了。然而，對性愛感到非常好奇的她，再加上其浪蕩的繼父安德烈（André，帕特里克·莫厄爾飾）的推波助瀾，令她的好奇心更加重。然而，保守的馬錫圖堅決認為女生在結婚前應該保持童貞。這大大影響了二人的關係。

## 演員陣容
- 蘿拉（Lola，安娜·阿密拉地 Anna Ammirati 飾）
- 馬錫圖（Masetto，馬里奧·帕羅迪 Max Parodi 飾）
- 安德烈（André，帕特里克·莫厄爾 Patrick Mower 飾）
- 莎拉（Zaira，莎蓮娜·格蘭迪 Serena Grandi 飾）
- Susanna Martinková: Madame Michelle
- Antonio Salines: Pepè
- Francesca Nunzi: Wilma
- Laura Trotter: Carmelina
- 樂團指揮：丁度·巴拉斯 Tinto Brass 飾

## 外部連結
- 互联网电影数据库（IMDb）上《Monella》的资料（英文）